# Guamá
Guamá is een van de 22 microregio's van de Braziliaanse deelstaat Pará. Zij ligt in de mesoregio Nordeste Paraense en grenst aan de microregio's Bragantina, Castanhal, Paragominas, Tomé-Açu, Tucuruí en Gurupi (MA). De microregio heeft een oppervlakte van ca. 28.214 km². In 2006 werd het inwoneraantal geschat op 412.198.
Dertien gemeenten behoren tot deze microregio:
- Aurora do Pará
- Cachoeira do Piriá
- Capitão Poço
- Garrafão do Norte
- Ipixuna do Pará
- Irituia
- Mãe do Rio
- Nova Esperança do Piriá
- Ourém
- Santa Luzia do Pará
- São Domingos do Capim
- São Miguel do Guamá
- Viseu

Mesoregio's: Baixo Amazonas · Marajó · Metropolitana de Belém · Nordeste Paraense · Sudeste Paraense · Sudoeste Paraense

Microregio's: Almerim · Altamira · Arari · Belém · Bragantina · Cametá · Castanhal · Conceição do Araguaia · Furos de Breves · Guamá · Itaituba · Marabá · Óbidos · Paragominas · Parauapebas · Portel · Redenção · Salgado · Santarém · São Félix do Xingu · Tomé-Açu · Tucuruí